# Distrito histórico de Erskine College-Due West
El Distrito histórico de Erskine College–Due West es un distrito histórico ubicado en Due West, Carolina del Sur, Estados Unidos.

## Historia
Consta de 88 propiedades contribuyentes e incluye parte del campus de Erskine College, así como domicilios particulares, empresas y otros edificios en el pueblo. El 19 de marzo de 1982 fue incluido en el Registro Nacional de Lugares Históricos.